# Villa Nouvelle
Villa Nouvelle är en återvändsgata i Quartier du Faubourg-du-Roule i Paris åttonde arrondissement. Gatans namn är av oklart ursprung. Villa Nouvelle börjar vid Avenue de Wagram 30.

## Omgivningar
- Saint-Philippe-du-Roule
- Saint-Ferdinand-des-Ternes
- Triumfbågen
- Avenue de Wagram
- Rue de l'Étoile
- Square du Roule

## Bilder
| - Villa Nouvelle. - Saint-Philippe-du-Roule. - Saint-Ferdinand-des-Ternes. - Avenue de Wagram med Triumfbågen i fonden. |

## Kommunikationer
- Tunnelbana – linje  – Ternes
- Busshållplats Ternes – Paris bussnät

### Webbkällor
- ”Villa Nouvelle”. Mairie de Paris. https://web.archive.org/web/20190905053218/http://www.v2asp.paris.fr/commun/v2asp/v2/nomenclature_voies/Voieactu/6785.nom.htm. Läst 18 november 2023.
- ”Villa Nouvelle (8ème arrondissement)”. Les rues de Paris. https://web.archive.org/web/20160409064253/http://www.parisrues.com/rues08/paris-08-villa-nouvelle.html. Läst 18 november 2023.